# Ketamin
Ketamin je arilcikloheksilaminska spojina, ki je že več kot pol stoletja v uporabi v medicini ter veterini kot sredstvo za hitro indukcijo in vzdrževanje stanja globoke disociativne anestezije. Ob pestrem naboru kliničnih aplikacij velja za učinkovito in precej varno zdravilo, saj relativno blago vpliva na delovanje obtočil in omogoča nemoteno delovanje dihal. 
Ketamin ima kompleksen in še vedno ne povsem jasen mehanizem delovanja, ki je dodatno zapleten zaradi kiralnosti molekule, vendar primarno deluje kot nekompetitivni NMDA (N-metil D-aspartat) antagonist, kar naj bi bilo ključno za njegove anestetične, analgetične, antidepresivne, nevroprotektivne ter tudi halucinogene učinke.
Danes je ketamin najbolj uporabljan anestetik v veterini in spada med osnovna zdravila Svetovne zdravstvene organizacije.

## Zgodovina
Ketamin je leta 1962 prvi sitentiziral ameriški profesor organske kemije Calvin L. Stevens, ki je kot svetovalec v laboratorijih Parke-Davis raziskoval možne derivate fenciklidina (PCP), potentnega disociativnega anestetika, neprimernega za klinično rabo, saj pri mnogih pacientih povzroča dolgotrajne in intenzivne halucinacije ter posledično psihotične simptome (deluzije, delirij, psihoze). Razvil je ketamin (raziskovalno ime CI-581), ki je kratkotrajnejše zdravilo z manj izrazitimi psihomimetičnimi učinki. 
Do množične rabe v zdravstvene namene je prišlo po odobritvi FDA v letu 1970, ko ga je ameriška vojska začela uporabljati kot analgetik ter anestetik (''buddy drug'') na bojiščih v Vietnamu. Na prelomu tisočletja je zaradi svojih psihedeličnih učinkov postal priljubljen kot rekreativna droga na zabavah z elektronsko plesno glasbo,  kar je privedlo do številnih zlorab, zato ga v ZDA, Združenem kraljestvu, Kanadi, Avstraliji ter nekaterih azijskih državah klasificirajo in regulirajo njegovo uporabo, medtem ko Organizacija združenih narodov, Portugalska, Avstrija in Slovenija ketamina trenutno ne uvrščajo na seznam skupin prepovedanih drog.

## Uporaba

### V medicini

#### Anestezija
Ketamin se uporablja kot anestetik za otroke, bolnike z astmo ter ljudi s kroničnimi obolenji dihal. Prednost ketamina je, da v primerjavi z ostalimi anestetiki nima tako izrazitega vpliva na dihanje, kar je posebno pomembno pri pacientih ki imajo že sicer težave z dihali. Zaradi stranskih psihtropnih učinkov, ki so predvsem pri odraslih (manj pri otrocih) lahko tudi nevarno psihomimetični, se pri anesteziji pogosto uporablja v kombinaciji z benzodiazepini.

#### Protibolečinsko delovanje
Ketamin je precej učinkovit analgetik, ki lajša sindrome kroničnih bolečin (npr. pri nevropatiji, fibromialgiji, poherpetični nevralgiji, migrenah in opeklinah), uporablja pa se tudi za blaženje bolečin po operacijah, saj zmanjša potrebo po morfiju in slabost, ki sledi operaciji. Kot analgetik je primeren predvsem v kombinaciji z opioidi, saj v tem primeru zadostujejo že manjši odmerki brez pretiranih stranskih učinkov.

#### Antidepresivno delovanje
Antidepresivno delovanje ketamina pri manjših (subanestetičnih) dozah naj bi bilo posredno povezano z aktivacijo AMPA receptorjev , čeravno se mnogo raziskav preučuje vpliv aktivacije mTOR signalne poti na sproščanje nevrotropičnega faktorja BDNF ter posledičen dobrodejni vpliv na nevroplastične procese, predvsem na formiranje novih sinaps, povečano konektivnost ter hitro normalizacijo s stresom povezanih sprememb v možganski skorji.   Pomembno vlogo bi lahko igral pri zdravljenju najtežjih oblik depresije, že sedaj pa velja za potencialno izjemno uporabno zdravilo pri pacientih s samomorilskimi težnjami. Obstajajo tudi omejeni dokazi o učinkovitosti ketamina pri post-travmatski stresni, obsesivno kompulzivni in bipolarni motnji.

### V veterini
V veterini je ketamin bistveno zdravilo, saj gre za edini anestetik, ki je varen in dobro testiran na celem spektru živali, ki jih zdravijo veterinarji. Zaradi svojih anestetičnih in analgetičnih učinkov (npr. na mačke, pse, zajce, podgane, konje, lose, morske leve in slone) je del skoraj vsake veterinarske prakse v Evropi in širom sveta. 

### Rekreativno
Rekreativna uporaba ketamina se je začela v 70-tih letih v Ameriki in se sčasoma razširila tudi v Evropo, Azijo in Avstralijo. Pričetek množične rekreativne rabe ketamina sega v obdobje devetdesetih in prvih let 21. stoletja, ko je ketamin ob razmahu t. i. "rave" kulture postal ena osrednjih drog, ki se uporabljajo na zabavah z elektronsko plesno glasbo (izvirno v Združenem kraljestvu ter New Yorku), kasneje pa je postal popularen tudi v bolj privatnih okoliščinah in znan kot ena najbolj intenzivnih psihedeličnih drog.
Z razmahom rekreativne uporabe se je izkazalo, da je za ketamin značilna relativno nizka stopnja nevarnosti za razvoj psihične odvisnosti, ki pa lahko ob redni zlorabi (več gramov dnevno) pri odvisnikih preraste tudi v psihopatološke motnje (disociacijo, anksioznost, shizofrenijo) in zaradi naraščajoče tolerance ter posledično vse večjega vnosa povzroči resne okvare urinarnega trakta, kar vodi k inkontinenci ter privede do hudih poškodb mehurja. Posebno nevarnost pri rekreativnih uporabnikih predstavlja sočasna uporaba ketamina v kombinaciji s kakšno izmed prepovedanih psihoaktivnih substanc, predvsem to velja za tiste iz razreda depresantov (alkohol, opioidi), saj se poveča njihov učinek ter za nekatere stimulanse (kokain, amfetamin), ker lahko zaradi povišanega srčnega utripa in krvnega tlaka pride do problemov s srcem. 
Za disociativno stanje, ki ga povzroči ketamin, sta značilna depersonalizacija (občutek odmaknjenosti od samega sebe) in derealizacija (občutek odmaknjenosti od zunanjega sveta). Ob visokih odmerkih lahko uporabniki doživijo t.i. "K-luknjo", stanje ekstremne disociacije, ki ga lahko spremljajo vidne in slušne halucinacije. V letu 1978 je priznan zdravnik in raziskovalec John C. Lilly (1915–2001), ki si je sam mnogokrat administriral ketamin z namenom indukcije spremenjenega stanja zavesti, tovrstna unikatna psihedelična doživetja s ketaminom opisal kot "a peeping Tom at the keyhole of eternity". 

### Načini uporabe

##### Intramuskularno/Intravensko
Najnevarnejši način uporabe pri odvisnikih je apliciranje z vbrizganjem injekcije z raztopino v mišico ali veno, saj ti zaradi reguliranosti pridobijo ketamin vprašljive kvalitete, ki morda lahko vsebuje tudi škodljive primesi, ga uporabljajo v nehigienskih razmerah in neprimernem okolju, medtem ko se največ in tudi precej varno  uporablja v kliničnih pogojih. Vbrizgavanje zagotavlja največji izkoristek ter takojšnje delovanje zdravila.

##### Nazalno
Njuhanje je najpogostejši način uporabe med rekreativnimi uporabniki, ki ketamin v obliki prahu ali kristalov najprej zdrobijo ali pa skuhajo in nato vdihnejo skozi nos. Ob zlorabi lahko nazalen način uporabe pri odvisnikih povzroči v nosu razjede in poškoduje nosni pretin.

##### Peroralno
Peroralno jemanje ketamina (navadno zavitega v papir ali v kapsuli) je med rekreativnimi uporabniki precej redek način uporabe, za katerega pa je značilno, da zamakne pričetek in podaljša čas delovanja. 

## Farmakologija
Ketamin je zaradi svoje zmožnosti, da povzroči stanje disociacije, skorajda unikaten med anestetiki. Za disociativno anestezijo, ki ob enkratni administraciji traja le 5–10 minut, je značilna somatična senzorna deprivacija ali blokada, ki pacienta ščiti pred zaznavanjem zunanjih avditornih, vizualnih, predvsem pa bolečih dražljajev in privede do neodzivnosti ter nezavedanja.

### Farmakodinamika
Primarno deluje kot nekompetitivni antagonist, ki se veže na kationske kanalčke NMDA receptorjev, odgovorne za prehajanje električnih signalov med možgani in hrbtenico. Posledično tako interferira tudi z eksciatatornima animokislinskima prenašalcema aspartatom in, pomembneje, najbolj razširjenim ekscitatornim živčnim prenašalcem pri vretenčarjih, glutamatom.
Poleg tega deluje tudi kot dopaminski agonist za D2 receptor, inhibitor ponovnega prevzema serotonina, dopamina in norepinefrina, agonist sigma receptorjev 1 in 2, šibek agonist za μ-opioidne in κ-opioidne ter zelo šibek za δ-opioidne receptorje, aktivira AMPA receptorje ter deluje kot šibek antagonist mACh receptorjev in negativni alusterični modulator za nACh receptorje.

### Farmakokinetika
Ketamin se lahko absorbira intravensko, intramuskularno, topično ali peroralno. Kadar je zaužit peroralno, ga jetra (CYP3A4, v manjši meri tudi CYP2B6 in CYP2C9) v procesu N-demetilacije pretvorijo v norketamin in nato dalje v dehidronorketamin.
Biodrazpoložljivost znaša približno 16–20 % peroralno, 93 % intramuskularno, 25–50 % nazalno, 30 % sublingvalno in 30 % rektalno. Najvišja koncentracija v plazmi se pri aplikaciji z injiciranjem doseže po 5–15 minutah, 20–60 minutah nazalno in 20–45 minutah peroralno. Čas delovanja v kliničnem okolju znaša med pol in dvema urama za intramuskularno in med 4–6 urami za peroralno aplikacijo. 

## Kemija

### Struktura
Ketamin, (2-(2-klorofenil)-2-(metilamino)-cikloheksan-1-on), spada med arilcikloheksilaminske spojine in je kiralna spojina z dvema optičnima izomeroma; desnosučnim S(+) in levosučnim R(-), ki se razlikujeta v stereoselektivnosti, afiniteti in jakosti. Èsketamín S(+) je približno 2-krat bolj potenten od arketamina R(-), ima močnejše psihedelične in analgetične učinke, povzroča dolgotrajnejšo anestezijo in hitrejše kognitivno okrevanje.  Ketamin se po navadi pojavlja v racemični obliki, ki je enakovredna mešanica S(+) in R(-) izomera.
- Skeletna formula za (R)-ketamin
- Kroglični model (R)-ketamina
- Skeletna formula za (S)-ketamin
- Kroglični model (S)-ketamina